# Irish Open 1975
Die Irish Open 1975 waren die 62. Austragung dieser internationalen Meisterschaften von Irland im Badminton. Sie fanden am 14. und 15. Februar 1975 in Dublin statt.

## Sieger und Platzierte
| Disziplin    | Gold                             | Silber                           | Bronze                                |
| ------------ | -------------------------------- | -------------------------------- | ------------------------------------- |
| Herreneinzel | Rob Ridder                       | Piet Ridder                      | William Kerr                          |
| Herreneinzel | Rob Ridder                       | Piet Ridder                      | Kenneth Parsons                       |
| Dameneinzel  | Joke van Beusekom                | Marjan Luesken                   | Barbara Beckett                       |
| Dameneinzel  | Joke van Beusekom                | Marjan Luesken                   | Mary Bryan                            |
| Herrendoppel | William Kerr Kenneth Parsons     | David Doherty Clifford McIlwaine | Guus de Vogel Clemens Wortel          |
| Herrendoppel | William Kerr Kenneth Parsons     | David Doherty Clifford McIlwaine | Kenneth Carlisle Ronnie Reddick       |
| Damendoppel  | Marjan Luesken Joke van Beusekom | Marja Ridder Inge Rozemeijer     | Ann Parsons Heather Young             |
| Damendoppel  | Marjan Luesken Joke van Beusekom | Marja Ridder Inge Rozemeijer     | Barbara Beckett Dorothy Cunningham    |
| Mixed        | Rob Ridder Marja Ridder          | Kenneth Parsons Ann Parsons      | Piet Ridder Joke van Beusekom         |
| Mixed        | Rob Ridder Marja Ridder          | Kenneth Parsons Ann Parsons      | Clifford McIlwaine Dorothy Cunningham |

## Finalresultate
| Disziplin    | Sieger                           | Finalist                         | Ergebnis         |
| ------------ | -------------------------------- | -------------------------------- | ---------------- |
| Herreneinzel | Rob Ridder                       | Piet Ridder                      | 15–3, 15–12      |
| Dameneinzel  | Joke van Beusekom                | Marjan Luesken                   | 8–11, 11–4, 11–7 |
| Herrendoppel | William Kerr Kenneth Parsons     | David Doherty Clifford McIlwaine | 15–6, 15–4       |
| Damendoppel  | Marjan Luesken Joke van Beusekom | Marja Ridder Inge Rozemeijer     | 15–9, 15–11      |
| Mixed        | Rob Ridder Marja Ridder          | Kenneth Parsons Ann Parsons      | 15–3, 15–11      |